# リフレインラブ
『リフレインラブ』（Refrain Love）は、1997年3月14日にリバーヒルソフトから発売されたPlayStation用ゲームソフト、略称は「リフラブ」。Refrainは「繰り返し」の他「我慢する」「慎む」の意味を持つ。
第1作のタイトルは『リフレインラブ 〜あなたに逢いたい〜』、続編に『リフレインラブ2』がある。第1作には関連グッズ（非売品）として『リフレインラブ　～あなたに逢いたい～ プレミアム MUSIC CD』という音楽CDがあり、このCDは極めて稀なハート型CDである。

## リフレインラブ 〜あなたに逢いたい〜
コマンド実行によりパラメータをアップさせる育成要素と、行き先を選択してヒロイン達との会話を楽しむアドベンチャー要素が合わさった恋愛シミュレーションゲーム。キャラクターデザインはこばやしひよこが担当した。
ゲームの舞台は、主人公が通う大学のある桜咲ヶ丘の街周辺となる。プレイヤーはミニマップで表示される行き先を指定して街の中を移動する。行き先では知り合いと出会うことでイベントが発生するようになっていてキャラクターたちの行動は、普段の昼間なら大学で授業、特定の曜日にはバイトというように、ある程度は決まっているので、むやみに歩き回る事もない設定となっている。
後にサイバーフロントよりWindows版が発売された。

### キャスト
- 佐倉 朋美（声：山崎和佳奈）
  - 大学進学のために福岡から桜咲町へとやってきた[1]。桜咲女子短期大学の2年生。主人公が偶然出会った理想の女性。合コンで再会して知り合う事になる。
- 結城 蘭（声：高山みなみ）
  - 男勝りの性格。服装はボーイッシュでスカートを履くことはないが、ファッションなどの流行に敏感。
- 高宮 祥子（声：田中敦子）
  - 高宮グループの社長令嬢。裕福な環境に反発して一人暮らしをしている。恋人経験は多いが心は満たされておらず、自分らしい生き方を模索している。
- 矢茂 哲哉（声：加納詞桂章）
  - 夜にクラブでDJをしている大学4年生。女の子から人気があるが硬派で真面目。正義感が強くケンカっ早い場面もある。
- 佐藤 昂介（声：宮本充）
  - 成績優秀でスポーツ万能な優等生タイプ。真面目な性格で恋愛に関しても常にストレートな行動をとる。
- 榊 泰蔵（声：西村智博）
  - 関西人。結城 蘭に好感を持っている。
- 矢茂 かすみ、華色 尚子（声：岩男潤子）
- 日野 ひかり、三田 藤子（声：井上喜久子）
- 安井 舞美、久志原 美紀（声：宮村優子）
- 森田 留美、端間 みつき（声：日野由利加）
- 七瀬 ちづる、森田 裕紀（声：亀井芳子）
- 伊達 美里（声：佐藤しのぶ）
- 綾乃（声：落合るみ）
- 山崎 平吉、緒方 啓（声：石波義人）
- 謎の男、山本 伸治（声：鳥畑洋人）
- 安城 兼行、財津 正信（声：簗瀬哲）
- なおさん、伊達 一彦（声：田中正彦）

### 主題歌
- オープニングテーマ「Anything Gone」
  - 作詞：畠中句美 / 作曲・編曲：岩崎大輔 / 歌：岩男潤子
- エンディングテーマ「Blue Moon」
  - 作詞・歌：マニーシャ / 作曲・編曲：岩崎大輔

## リフレインラブ2
ジャンルは恋愛アドベンチャーゲーム。PSのCD入れ替え時に『リフレイン ラブ 〜明日、微笑をつれて〜』や英語タイトル『Bring your smile with you tomorrow』が表示される。前作と同じ時間、同じ場所、基本理念を同じくして展開する。主人公と矢加部陽子が大学に通うべく、下宿先の緋色館というアパートに引っ越して来たところから物語は始まる。
1999年3月には『2』のドラマCD『この空を、いつか見たように』が発売された。

### 登場人物
一部の登場人物の名前は西日本鉄道の駅名にちなんでいる。
- 矢加部 陽子（声：皆口裕子）
  - 現役の大学1年生で素朴で飾りっけのない雰囲気の女性。18歳。主人公と同じ日に緋色館に入居した。恋愛経験は少ない[4]。
  - ゲーム期間中を通してイベントがあるのは彼女のみで、最初から主人公に興味を持っているヒロインである。
- マリー＝ケンジット（声：大塚瑞恵）
  - 気さくなフリーター。20歳。明るく気立ての良いアメリカ人[4]。両親と幼い頃に死別し日本で育てられたため英語が話せない。
- 三沢 はるか（声：中村尚子）
  - 桜咲女子高校の数学教師で、安井舞美や華色尚子の担任。25歳。才知で一流な風貌とは裏腹に、心が幼い[4]。車の運転が荒い。
- 五条 砂緒（声：岡本麻弥）
  - 喫茶店の雇われ店長。25歳[4]。ゲーム中では苗字が不明[注 1]。三沢はるかとは同級生。
- 安井 舞美（声：宮村優子）
  - 『1』でも登場した矢茂哲哉の追っかけ女子高生。緋色館の大家の娘。
- 華色 尚子（声：岩男潤子）
  - 安井舞美の友人。序盤から主人公に好意を寄せている。
- 久志原 美紀（声：伊藤美紀）
  - レンタルビデオ店や清掃会社のバイトで知り合う。実家は八百屋。
- 七瀬 ちづる（声：亀井芳子）
  - 有能なものの遊びに夢中なOL。中盤で転勤させられてしまう。
- ローラ 瀬倉（声：井上喜久子）
  - 多国籍企業OTC幹部の秘書。デートが出来るようになるのは後編から。
- 秋吉 チカ（声：西村ちなみ）
  - 緋色館に住んでいる倫太郎の妹で短大生。一見すると遊び人風だが根は真面目。
- 朝倉 道子（声：大坂史子）
  - 主人公の中学時代の同級生でずっと主人公に思いを寄せていたが表に出せずじまいだった。大学進学で再会する。
- 伊達 美里（声：佐藤しのぶ）
  - 後編から登場。既婚者。当初は主人公の事は遊び相手程度にしか思っていない。
- 朝倉 街子（声：田村真紀） 
  - 朝倉道子の姉。攻略は不可。
- 三沢 あかね（声：川田妙子） 
  - 三沢はるかの従兄弟。小学生。病気を抱えている。
- 楚良山 レイカ（声：棚田恵美子） 
  - 七瀬ちづるの同僚。
- 三沢 環（声：京田尚子）
- 翁薫（声：岩男潤子）
  - 隠しキャラ。二回目のプレイからでないと登場しない。中学生なのに一人で緋色館に住んでいるなど謎が多い。正式な登場は後編からだが、前編で一瞬だけシルエットが映るイベントがある。
- 宮之 陣（声 : 上田祐司）
  - 緋色館の住人でムードメーカー的存在。浪人生兼フリーター。19歳[4]。マリーとは悪友。
- 秋吉 倫太郎（声 : 宮本充）
  - 緋色館の住人。高宮グループに勤めているプログラマー。妻と息子がいるが別居中。質実剛健な性格を持つ28歳[4]。
- 炒木 俊作（声 : 大塚明夫）
  - 私立探偵。久志原美紀の攻略には必須のキャラ。
- 矢茂 哲哉（声 : 加納詞桂章）
  - クラブハウスの人気DJ。陣とは知り合い。
- 高松 圭一（声 : 高木渉）
- 谷口（声 : 簗瀬哲）
- 山本 伸治（声 : 鳥畑洋人）
- 臼木 一浩（声 : 青山穣）
- 大橋 竜一郎（声 : 井上和彦）
- 三沢 源太（声 : 小山武宏）
- 甘木 梢（声 : こおろぎさとみ）
  - CDドラマオリジナルキャラ。緋色館の元住人。管理人として緋色館にやってくる。

### 主題歌
- オープニングテーマ「Face」
  - 作詞：三浦徳子 / 作曲：佐藤厚 / 編曲：内山肇 / 歌：五十嵐友
- エンディングテーマ「Once Again to Try」
  - 作詞・作曲・編曲：井上ヨシマサ / 歌：五十嵐友

## 関連情報
- リフレインラブ 〜あなたに逢いたい〜 完全ガイドブック - 1997年3月25日発売。発行：双葉社。
- リフレインラブ 〜あなたに逢いたい〜 公式攻略ガイド - 1997年4月5日発売。発行：メディアワークス。
- リフレインラブパーフェクトガイド - 1997年12月24日発売。発行：アクセラ。
- リフレインラブ2 公式攻略ガイド - 1999年2月20日発売。発行：メディアワークス。
- リフレインラブ2 設定資料集 - 1999年3月25日発売。発行：ソフトバンク。